# Canthylidia moribunda
Canthylidia moribunda là một loài bướm đêm trong họ Noctuidae.